# Pic de Certascan
El Pic de Certascan és una muntanya de 2.853 metres que es troba al municipi de Lladorre, a la comarca del Pallars Sobirà.
Al cim podem trobar-hi un vèrtex geodèsic (referència 268062001).
Aquest cim està inclòs al llistat dels 100 cims de la FEEC. 